# Grb Tanzanije
Grb Tanzanije prikazuje ratnički štit na kojem se nalaze četiri simbola. 
Na vrhu je baklja, koja simbolizira slobodu, prosvjetljenje i znanje, na zlatnoj podlozi koja predstavlja bogatstvo minerala u državi. Ispod nje su zastava Tanzanije, te prekrižene motika i sjekira na crvenoj podlozi koja predstavlja plodno tlo. Na dnu su plave valovite crte koje predstavljaju zemlju, more, jezera i obalu Tanzanije. Štit se nalazi na stiliziranoj planini Kilimandžaro. Oko grba je bjelokost koju pridržavaju muškarac i žena. Na dnu grba je traka s državnim geslom na svahiliju Uhuru na Umoja (Sloboda i jedinstvo).

## Vanjske poveznice
- Službena stranica Republike Tanzanije